# 膜果麻黄
膜果麻黄（学名：Ephedra przewalskii）为麻黄科麻黄属下的一个种。